# Tadeusz Cynkin
Tadeusz Kazimierz Cynkin, född 25 april 1920 i Radom i Polen, död 10 november 2014 i Täby, var en polsk militär med överstes grad, flygare och politiker, ledamot av Folkrepubliken Polens parlament Sejmen under den andra mandatperioden efter kriget, senare företagare i Sverige.
Föräldrar var fadern Napoleon och modern Helena. Cynkin växte upp på 1930-talet i Gdansk/Danzig, som då var en tvåspråkig stad (tyska och polska). Han gick ut gymnasiet i Bydgoszcz och anslöt sig 1939, när Polen anfallits av Tyskland och Sovjetunionen, till ett förband av frivilliga för att försvara Lwów. När Sovjetunionen anföll dåvarande östra Polen i september 1939 gömde han på gruppens order vapen. Han blev angiven för den sovjetiska säkerhetstjänsten NKVD, greps och sattes i Zamarsztynów-fängelset i Lwów. Från januari 1940 delade han cell med Władysław Broniewski som sedermera blev en känd poet. Under fängelsetiden blev de vänner. Broniewski skrev dikten ”Kasztan” (på svenska Kastanjen) om Cynkin som först efter 1989 publicerades i Polen i boken ”Bagnet na broń” (kommandot Bajonett på). 
Efter den svåra häktningstiden dömdes Tadeusz Cynkin den 30 mars 1940 av den sovjetiska Folkdomstolen till ett och ett halvt års fängelse. Han avtjänade straffet i Lwów, Kiev, Charkow och Poltava. När kriget mellan Sovjetunionen och Tyskland bröt ut i juni 1941 togs han ut till en arbetsbataljon. I området nära fronten arbetade han med att uppföra militära befästningar kring Charkow och så småningom Stalingrad, ofta under ytterst svåra förhållanden. När en polsk armé under ledning av den polske generalen Władysław Anders bildats 1941 i Sovjetunionen, anmälde han sig, men hans försök att nå fram till armén, som lämnade Sovjetunionen och anslöt sig till de allierade styrkorna, omöjliggjordes genom att han på nytt greps och hölls fängslad. Han anmälde sig i stället som frivillig till den polska Kosciuszko-armén som sattes upp i Sovjetunionen för att kämpa tillsammans med den sovjetiska Röda armén.
Efter två månaders officersutbildning stred han i frivilligarmén som kompani- och bataljonschef ända till slutsegern i Berlin i maj 1945. 
Efter kriget fick han som officer med krigserfarenhet från fronten utbildning vid Centrum Wyszkolenia Piechoty (Centrum för infanteriutbildning) och avancerade sedan snabbt. Efter ingripande från säkerhetstjänsten (som fått reda på att han hade en bror i väst) degraderades han till menig och sattes att leda den militära utbildningen av studenterna vid Jagellonska universitetet i Kraków och Marie Curie-universitetet (Uniwersytet Marii Curie-Skłodowskiej) i Lublin. 
Vid tiden för det politiska tövädret under president Gomułka bodde Cynkin i Kraków. Han hade studenternas förtroende och kunde under ett offentligt möte med studenter från Tekniska Högskolan (Bergsakademin) avstyra en av Sovjetunionen iscensatt provokation som kunde ha slutat med ett sovjetiskt ingripande.  
1957 invaldes han som representant för Kraków-distriktet för Polska förenade arbetarpartiet (Polska Zjednoczona Partia Robotnicza) i Sejmen under andra mandatperioden (II kadencji). Där satt han i försvarsutskottet (Komisja Obrony Narodowej) och justitieutskottet (Wymiaru Sprawiedliwości). Han skaffade sig samtidigt flygarutbildning.
Under tiden som ledamot av Sejmen skickades han på försvarsministeriets inrådan till en utbildning vid Michail Frunze-akademin (en militärhögskola) i Moskva. 
Han hemkallades från utbildningen vid militärakademin som ett resultat av att säkerhetstjänsten sedan en tid intresserat sig för honom. Eftersom det inte fanns några bevis för att han bedrivit fientlig verksamhet mot landet, greps han och fängslades för andra och påhittade förseelser. Efter avtjänat straff, utan möjlighet till försörjning, emigrerade han 1971 till Sverige där han grundade och utvecklade ett företag inom översättningsbranschen – Interverbum  – som växte till en av Skandinaviens största översättningsbyråer. År 2002 rehabiliterades han i Polen och återfick sin militära grad som överste.
Det polska institutet för nationens historia IPN (Instytut Pamięci Narodowej, som förvaltar den kommunistiska säkerhetstjänstens arkiv i Polen, tillerkände Cynkin statusen ”Pokrzywdzony pokrzywdzony”, det vill säga offer för säkerhetstjänsten. Det gav honom rätt att begära ut och läsa den mycket omfattade dokumentation som de polska kommunistiska civila och militära säkerhetstjänsterna under många år samlat om honom. Det var tvåtusen sidor med dokument från den civila och militära säkerhetstjänsten. Genom nät av angivare och avlyssning hade hans liv kartlagts i minsta detalj sedan slutet av 1940-talet.
2004 publicerade Cynkin vid 84 års ålder sina memoarer. Boken heter Życie warte życia – Vita vitalis. Nio år senare kom boken ut på svenska med titeln Ett liv värt att leva.
Cynkin avled 2014 under sitt 95:e levnadsår i Täby efter en tids sjukdom.

## Utmärkelser
- Grunwaldordens kors, tredje klassen
- Tapperhetskorset (två gånger)